# Vrbovecký rybník
Vrbovecký rybník este o arie protejată (arie specială de conservare — SAC, sit de importanță comunitară — SCI) din Republica Cehă întinsă pe o suprafață de 37,11 ha, integral pe uscat.

## Localizare
Centrul sitului Vrbovecký rybník este situat la coordonatele 48°47′35″N 16°07′53″E / 48.793056°N 16.131389°E.

## Înființare
Situl Vrbovecký rybník a fost declarat sit de importanță comunitară în aprilie 2005 pentru a proteja 1 specie de animale. Situl a fost protejat și ca arie specială de conservare în ianuarie 2014.

## Biodiversitate
Situată în ecoregiunea panonică, aria protejată conține 1 habitat natural: Ape stătătoare oligotrofe până la mezotrofe, cu vegetație de Littorelletea uniflorae și/sau de Isoëto-Nanojuncetea.
La baza desemnării sitului se află o specie protejată de  amfibieni: buhai de baltă cu burta roșie (Bombina bombina).